# 리나트 다사예프
리나트 파이즈라흐마노비치 다사예프(러시아어: Ринат Файзрахманович Дасаев), 1957년 6월 13일, 소련 아스트라한 ~ )는 러시아의 전 축구 선수로, 포지션은 골키퍼였다. 레프 야신의 뒤를 잇는 러시아 축구 역사상 최고의 골키퍼이며, 1980년대 세계 최고의 골키퍼 중 하나이다.

## 경력
다사예프는 "철의 장막"이라는 별명을 가지고 있었던 골키퍼로, 1980년대에 러시아의 축구 클럽 스파르타크 모스크바에서 수문장으로 활약했다. 그는 소련 챔피언십에서 5번 우승 경력을 가지고 있으며, 1980년, 1982년, 1983년, 1985년, 1987년, 1988년에 Ogonyok (Огонëк) 에 의해 소련 최고의 골키퍼로 선정되었다. 1982년에는 소련 올해의 축구 선수가 되는 영광을 안기도 했으며, 다사예프는 1980년 하계 올림픽에서 소련 축구 국가대표팀의 골키퍼로 활약하며, 팀에 동메달을 안겨주었다. 또한 1982년, 1986년 그리고 1990년 FIFA 월드컵 뿐만 아니라, 유로 88 (소련은 결승전에서 다사예프가 마르코 판 바스턴에게 전설로 남을 만한 골을 허용하는 바람에 준우승을 하고 말았다.) 에서도 소련 축구 국가대표팀의 주전 골키퍼로 활약했다. 그는 대표팀에서 1979년과 1990년 사이에 총 91경기를 뛰었는데, 이는 소련 대표팀에서 두 번째로 가장 많이 출전한 기록이 되었다.
말년에는 스페인의 클럽인 세비야에서 뛰었으며, 1990년대 초에 선수 생활을 마감하였다. 그는 후에 2008년 UEFA 챔피언스리그 결승전 대사를 지내기도 하였다.

## 여담
"철의 장막"이라는 별명이 붙게 된 결정적인 이유는 1980년대 초반 소련 대표팀이 자국 내에서 열린 경기에서 11경기 연속 무실점 경기를 펼쳐냈을 때 그 11경기에서 무실점을 기록했기 때문이다. 이때는 "절망의 벽"이라는 별명도 있었다.

## 수상

#### 선수
- 소비에트 톱 리그 : 1979, 1987
- 소비에트 컵 : 1987
- UEFA 유로 준우승 : 1988
- 올림픽 동메달 : 1980

#### 개인
- 소련 축구 최우수 선수 : 1979, 1980, 1981, 1982, 1983, 1985, 1986, 1987, 1988
- 소련 기자단 올해의 선수 : 1982
- 소련 올해의 골키퍼 5회
- ADN 동유럽 올해의 선수 : 1983
- 월드사커 올해의 팀 : 1984, 1986, 1987
- 골든풋 : 2015
- FIFA 100 : 2004

#### 발롱도르
- 1982 - 6
- 1983 - 6
- 1984 - 22
- 1985 - 9
- 1986 - 16
- 1987 - 21
- 1988 - 13